# Pachygonidia odile
Pachygonidia odile es una polilla de la familia Sphingidae, su envergadura es 65 milímetros para los machos y 69 milímetros para las hembras. Puede ser distinguido de todas las demás especies de Pachygonidia  por la combinación del dentado exterior del margen del ala anterior y el amarillento bronceado del ala posterior.  Es endémica de Ecuador.
Tiene probablemente múltiples generaciones por año, (polivoltinismo).